# Dādeh Owlūm
Dādeh Owlūm (persiska: دادِه دِه, Dādeh Olūm, دده, داده الوم, داده اولوم) är en ort i Iran.   Den ligger i provinsen Golestan, i den norra delen av landet, 400 km nordost om huvudstaden Teheran. Dādeh Owlūm ligger 79 meter över havet och antalet invånare är 289.
Terrängen runt Dādeh Owlūm är platt. Runt Dādeh Owlūm är det ganska tätbefolkat, med 65 invånare per kvadratkilometer. Närmaste större samhälle är Qūlāq Būrteh, 6,6 km väster om Dādeh Owlūm. Omgivningarna runt Dādeh Owlūm är i huvudsak ett öppet busklandskap.